# Patrick Norman
Patrick Norman, nom artístic d´Yvon Éthier (Mont-real, Quebec, 10 de setembre de 1946) és un músic de country quebequès que canta tant en francès com en anglès. Va formar part del grup estatunidenc Rusted Root en el qual s'encarregava de tocar la guitarra, el baix, percussions i també cantant com a baríton.
Quan va deixar el grup a finals de la dècada de 1990, va treure un disc en solitari anomenat Digital World.